# Miroslav Roudný
Miroslav Roudný (10. ledna 1919 Praha – 7. dubna 2004 Praha) byl český jazykovědec, který se věnoval především terminologii.

## Život
Narodil se v roce 1919 v Praze a vyrůstal na Žižkově. Po ukončení studia na reálném gymnáziu v Křemencově ulici v pražském Novém městě se věnoval bohemistice na Filosofické fakultě Univerzity Karlovy, kde byla zprvu předmětem jeho zájmu dialektologie oblasti východních Čech. Tento jeho zájem pramenil částečně také z toho, že s rodinou Roudných byl spřízněn i jeden z nejvýznamnějších českých jazykovědců, Jan Gebauer.
Byl ženat a byl otcem dvou dětí, syna a dcery.
Zemřel v roce 2004 a je pohřben na Vyšehradském hřbitově.

## Odborná činnost
Jako jazykovědec působil celý život zejména v oblasti terminologie. V popředí jeho zájmu tedy stála nejen praktická stránka terminologie různých odvětví lidské činnosti (co a jak se nazývá), ale i její hlubší kontext a kořeny. Tedy jakým způsobem jsou názvy v jednotlivých odvětvích tvořeny, přejímány, jak se vyvíjejí a jaký je jejich "život" v rámci češtiny jako celku.
Od roku 1950 působil v Ústavu pro jazyk český. Byl ovlivněn dílem rakouského terminologa Eugena Wüstera i odborníků z tehdejšího Sovětského svazu a chápal profesi terminologa „nejen jako praktickou péči o odborné názvosloví (jednoho oboru nebo názvosloví vůbec), ale také jako nauku, popř. teorii o tomto druhu pojmenovacích prostředků a jejich uspořádání“.
Aktivně se podílel na tvorbě a zavádění nových odborných termínů do češtiny, zejména v oblastech hutnictví a hornictví, dalších technických, strojírenských a stavebních oborech, a v několika dalších odvětvích. Měl mimořádný rozhled a disponoval až encyklopedickými vědomostmi.
V sedmdesátých letech dvacátého století byl členem Názvoslovné komise ČÚGK a podílel se na její práci zejména v oblasti odborné terminologie ke standardizaci geografických jmen, ale i v mnoha dalších oblastech díky svým rozsáhlým vědomostem.
Jeho působení přesahovalo i na pole mezinárodní – Československá terminologická komise, jíž byl dlouholetým předsedou, byla součástí Mezinárodního terminologického výboru ISO/TC 37.

## Publikační činnost
Podílel se na několika významných pracích z oblasti bohemistiky, například na Slovníku spisovného jazyka českého, Tvoření slov v češtině II, Slovníku cizích slov nebo práci O české terminologii.
Celkem publikoval kolem 130 odborných článků a statí, své práce často publikoval například v časopise Naše řeč.
Články v časopise Naše řeč
- ROUDNÝ, Miroslav. Sovětská příručka o technickém názvosloví. Naše řeč. 1955, roč. 38, čís. 1–2. Dostupné online. ISSN 0027-8203.
- ROUDNÝ, Miroslav. Názvoslovný systém proudového stavění. Naše řeč. 1956, roč. 39, čís. 3–4. Dostupné online. ISSN 0027-8203.
- ROUDNÝ, Miroslav. Dálnopisovat a dálnopsát. Naše řeč. 1958, roč. 41, čís. 3–4. Dostupné online. ISSN 0027-8203.
- ROUDNÝ, Miroslav. Rekreuji, prémiuji, fluktuuji. Naše řeč. 1964, roč. 47, čís. 2. Dostupné online. ISSN 0027-8203.
- ROUDNÝ, Miroslav. Příbramská hornická mluva. Naše řeč. 1966, roč. 49, čís. 4. Dostupné online. ISSN 0027-8203.
- ROUDNÝ, Miroslav. Nové odborné názvy v cihlářství. Naše řeč. 1973, roč. 56, čís. 1. Dostupné online. ISSN 0027-8203.
- ROUDNÝ, Miroslav. Novákovi, Pokorných. Naše řeč. 1976, roč. 59, čís. 1. Dostupné online. ISSN 0027-8203.
- ROUDNÝ, Miroslav. Rozdílnosti české a slovenské slovní zásoby. Naše řeč. 1976, roč. 59, čís. 2. Dostupné online. ISSN 0027-8203.
- ROUDNÝ, Miroslav. Paralelní vývoj českého a slovenského názvosloví mluvnického. Naše řeč. 1976, roč. 59, čís. 3. Dostupné online. ISSN 0027-8203.
- ROUDNÝ, Miroslav. Sborník referátů a příspěvků přednesených na semináři o otázkách pojmů a terminologie tělesné výchovy. Naše řeč. 1977, roč. 60, čís. 1. Dostupné online. ISSN 0027-8203.
- ROUDNÝ, Miroslav. Za profesorem Eugenem Wüsterem. Naše řeč. 1977, roč. 60, čís. 4. Dostupné online. ISSN 0027-8203.
- ROUDNÝ, Miroslav. Jak je to s chmelem ve spisovné češtině?. Naše řeč. 1977, roč. 60, čís. 4. Dostupné online. ISSN 0027-8203.
- ROUDNÝ, Miroslav. Ustalování a sjednocování odborného názvosloví. Naše řeč. 1977, roč. 60, čís. 5. Dostupné online. ISSN 0027-8203.
- ROUDNÝ, Miroslav. Chmelová rostlina, nebo keř?. Naše řeč. 1977, roč. 60, čís. 5. Dostupné online. ISSN 0027-8203.
- ROUDNÝ, Miroslav. Názvy některých elektronických jednotek a jejich skloňování. Naše řeč. 1979, roč. 62, čís. 3. Dostupné online. ISSN 0027-8203.
- PETRÁČKOVÁ, Věra; ROUDNÝ, Miroslav. Návrat k Rosovu dílu. Naše řeč. 1980, roč. 63, čís. 4. Dostupné online. ISSN 0027-8203.
- ROUDNÝ, Miroslav. Mezinárodní informační časopis pro terminologii. Naše řeč. 1982, roč. 65, čís. 1. Dostupné online. ISSN 0027-8203.
- ROUDNÝ, Miroslav. K používání zkratek aj., mj.. Naše řeč. 1982, roč. 65, čís. 3. Dostupné online. ISSN 0027-8203.
- ROUDNÝ, Miroslav. Terciární, kvartární. Naše řeč. 1984, roč. 67, čís. 4. Dostupné online. ISSN 0027-8203.
- ROUDNÝ, Miroslav. Druhé vydání slovenského slovníku cizích slov. Naše řeč. 1984, roč. 67, čís. 5. Dostupné online. ISSN 0027-8203.
- ROUDNÝ, Miroslav. První dopravní slovník terminologický ve slovenštině. Naše řeč. 1985, roč. 68, čís. 1. Dostupné online. ISSN 0027-8203.
- ROUDNÝ, Miroslav. Aktuální otázky chmelařského odborného názvosloví a vyjadřování. Naše řeč. 1985, roč. 68, čís. 2. Dostupné online. ISSN 0027-8203.

Výběr z dalších prací
- ROUDNÝ, Miroslav. Studium vzájemného vztahu české a slovenské terminologie rozborem paralelních odborných textů českých a slovenských. Československý terminologický časopis. 1966, roč. 5, čís. 1, s. 13–24. Dostupné online.
- KRULIŠ, Ivo; ROUDNÝ, Miroslav. Význam názvů železo a ocel. Československý terminologický časopis. 1964, roč. 3, čís. 4, s. 199–203. Dostupné online.